# Tarapoto
Tarapoto (fundada: Santa Cruz de los Motilones de Tarapoto, 20 de agosto de 1782) é uma cidade do norte oriente do Peru, capital da Província de San Martín (Departamento de San Martín), localizada a uma altitude de 250 m as margens do rio Shilcayo, tributário do Mayo. É uma das principais metrópoles turísticas e comerciais da Amazônia Peruana. Atualmente conta com uma população de mais de 118.000 habitantes segundo o censo de 2007, sendo a cidade mais populosa do Departamento de San Martín. A cidade, localizada no Distrito de Tarapoto, está conurbada com povoações dos distritos de La Banda de Shilcayo e Morales. É conhecida como a Ciudad de las Palmeras.